# Tijeras
Tijeras is een plaats (village) in de Amerikaanse staat New Mexico, en valt bestuurlijk gezien onder Bernalillo County.

## Demografie
Bij de volkstelling in 2000 werd het aantal inwoners vastgesteld op 474.
In 2006 is het aantal inwoners door het United States Census Bureau geschat op 501, een stijging van 27 (5,7%).

## Geografie
Volgens het United States Census Bureau beslaat de plaats een oppervlakte van
2,2 km², geheel bestaande uit land. Tijeras ligt op ongeveer 1831 m boven zeeniveau.

## Plaatsen in de nabije omgeving
De onderstaande figuur toont nabijgelegen plaatsen in een straal van 24 km rond Tijeras.